# ماكو ميدوري
ماكو ميدوري (بالكانا:みどり まこ) هي مغنية وممثلة يابانية، ولدت في 26 مارس 1944 في تايوان.

## وصلات خارجية
- ماكو ميدوري على موقع IMDb (الإنجليزية)
- ماكو ميدوري على موقع ميوزك برينز (الإنجليزية)
- ماكو ميدوري على موقع ديسكوغز (الإنجليزية)
- ماكو ميدوري على موقع قاعدة بيانات الفيلم (الإنجليزية)